# Никола Коле Рашић
Никола Коле Рашић (Ниш, 1839 — Ниш, 6. август 1898) је нишки четнички војвода и један од руководилаца организације Нишког комитета (одбора) из периода Српско-турских ратова (1876—1878), а касније и политичар у време мира.

## Нишки комитет и завера
Као нишки трговац, имао је добре трговачке везе у Србији и Нишком ејалету, што му је помогло у деловању на просторима под Турцима као представнику Одбора. На подручју Доње Топлице, Добрича и око Мораве је обилазио села, успостављао контакте и припремао сељаке на устанак. Након одлуке Светоандрејске скупштине у становништву су се појавиле наде за скоро ослобођење. Иако је устанак темељито припреман, ипак није дошло до оружаног народног отпора 1860. године.
Био је вођа и један од организатора завере 1874. године заједно са Тодором Станковићем, Таском и Ђорђем Узуновићем, Михајлом Божидарцем, Петром Икономовићем и другима. Они су купили заставу под којом је 24. фебруара 1874. године нишки парох Петар Икономовић извршио заклетву завереника у кући Михајла Божидарца са вером на скоро ослобађање, како би се победоносна застава развила на Нишкој тврђави.
Коле Рашић и завереници нису помагали само борбу за ослобођење и уједињење са Србијом у Нишу и околини, него и лесковачком, у пиротском, врањском, брезничком и трнском крају, све у договору са националним радником Милошем Милојевићем.

## Српско-турски ратови 1876/1878.
Пре рата био је трговац, а у рату руководио је четама између Ниша и Лесковца при чему је сам образовао чету од 300 људи. Његов задатак је био да пробије пут војсци и олакша даље продирање на југ. У Првом српско-турском рату, заједно је са Тодором Станковићем и неким другим истакнутијим руководиоцима Нишког Комитета помогао српској војсци.
У Другом српско-турском рату, најпре је 9. децембра на челу комбинованог одреда српске војске и добровољаца ослободио села Кочане, Пуковац и мост на Морави код Чечине, што је било од великог стратешког значаја, јер је тиме Ниш био одсечен према југу.
Привремена управа Лесковца је преко делегације успоставила везе са Колетом Рашићем, након чега је уговорен улазак његовог добровољачко-устаничког одреда.
Први је, са својим одредом и претходницом српске војске, ушао 11. децембра 1877. године у Лесковац и држао говор ослобођеном народу. По налогу Врховне команде наставио је са организовањем устанка у правцу Власотинца, Рудара и Турековца. Кола Рашића, који је са добровољцима кренуо из ослобођеног Лесковца, дочекали су власотиначки устаници који су претходно разоружали 170 Турака.
Варошко представништво Лесковца послало је 31. децембра 1877. године депутацију кнезу Милану која је требало да га поздрави када први пут уђе у Ниш. Депутацију су чинили четовођа Коле Рашић, пет Лесковчанина и један Власотинчанин.
Током вишенедељних борби за ослобођење Ниша, поред Војске Кнежевине Србије, учествовало је и 6.000 добровољаца и устаника са тек заузетих територија од Османског царства. Њих је преводио Коле Рашић.

## Послератни период
Након српско-турских ратова, укључио се у политички живот Ниша. Као представник Либералне странке, победио је на првим изборима за Народну скупштину вароши Ниша и постао посланик вароши Ниш. Такође је победио на трећим скупштинским изборима, 7. септембра 1883. године, али је након поништења резултата тих избора, победу однео напредњак Јован Митић.
За заслуге у националном раду и ослободилачком покрету одликован је Таковским крстом са прсима V степена.
Сахрањен је на Старом гробљу у Нишу.

## Занимљивости
Данашња Палата правде у Нишу изграђена је 1909/10. као Срески суд на месту куће Николе Колета Рашића.
Војвода Живојин Мишић сматрао је Рашића за чувеног јунака.
Данас једна основна школа у Нишу носи по њему назив, као и по једна улица у  Београду (Беле Воде), Нишу и Лесковцу.
Приказан је на северној страни Споменика ослободиоцима Ниша са протом Петром Икономовићем где се види заклињање и дизање Нишлија на устанак 1874. године.